# Cyrille Patoux
Cyrille Patoux (Parijs, 20 mei 1985) is een Frans wielrenner die in 2013 reed voor Roubaix Lille Métropole.

## Overwinningen
2016
3e etappe Ronde van Bretagne

## Ploegen
- 2013 –  Roubaix Lille Métropole